# Tranchet
Ne doit pas être confondu avec tranchoir.

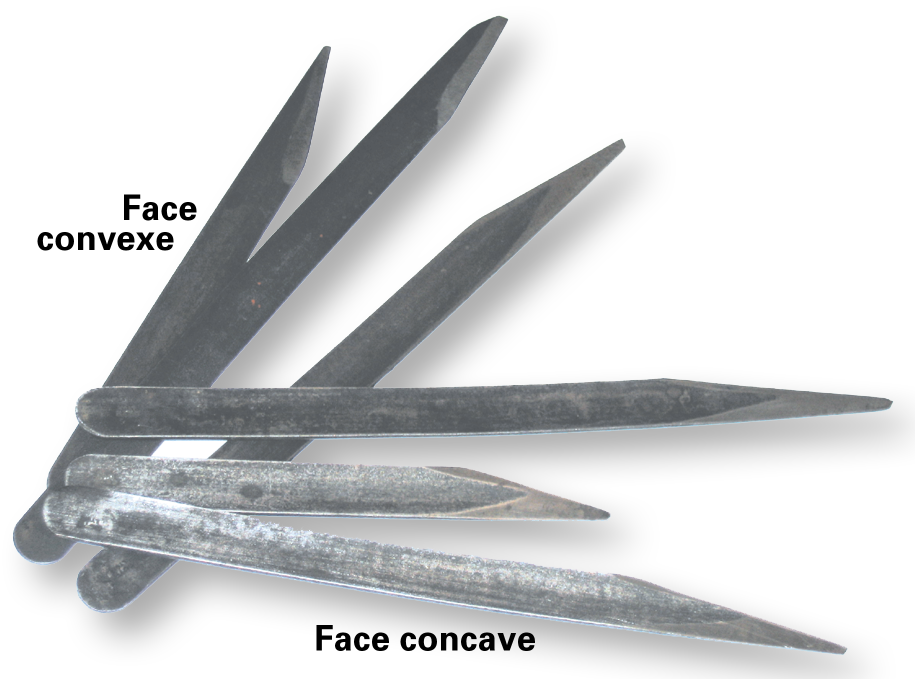
Jeu de tranchets.

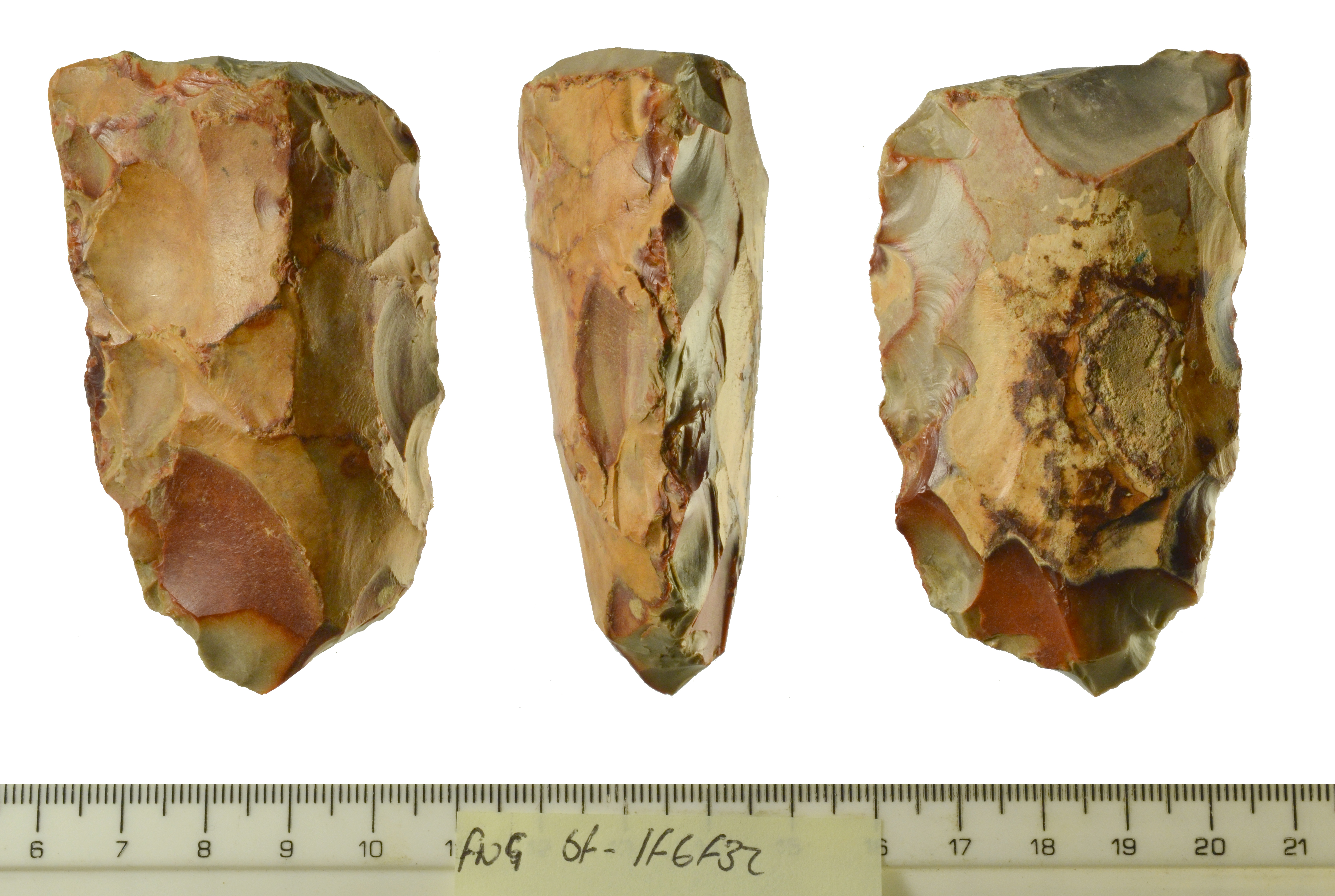
Tranchet préhistorique.

Le tranchet est un outil de coupe et de traçage.
Le tranchet est un outil de coupe courbe utilisé par le cordonnier et le bottier.  Le tranchet est un outil de forgeron inséré dans l'enclume qui permet de marquer ou couper le fer rouge. Le tranchet de marqueterie est un couteau à bois utilisable à la main, coupe droite ou courbe, sans frappe par marteau. 
Le terme « tranchet » est également utilisé en Préhistoire pour désigner des petites haches en roche taillée mais non polies; Leur tranchant est obtenu par un « coup de tranchet » qui permet le détachement d'un seul grand éclat.
L'outil de cordonnerie est une lame légèrement courbée ; chaque profil de lame permet une attaque différente du cuir. Parmi les autres métiers travaillant le cuir et utilisant les mêmes outils, on trouve le boursier, le ceinturier et le corroyeur. 